# يوأنس الخامس عشر (بابا الإسكندرية)
يوأنس الخامس عشر ويُعرف باسم يوأنس أو يوحنا الملواني، بابا الإسكندرية وبطريرك الكرازة المرقسية للأقباط الأرثوذكس رقم 99، أصله من ملوي. وأقام بطريركاً لمدة 9 سنوات و11 شهراً و22 يوماً، في الفترة من 15 سبتمبر 1619 م حتى 7 سبتمبر 1629 م، وتوفي. وخلا الكرسي بعده لمدة سنة واحدة.